# بژوزه ماوه
بژوزه ماوه (به لهستانی:  Brzóze Małe) یک روستا در لهستان است که در گمینا ژونگه واقع شده‌است.